# Бейбунар (Охрид)
Бейбунар (на македонска литературна норма: Бејбунар) е археологически обект край град Охрид, Северна Македония. Обявен е за паметник на културата

## Описане
Обектът е открит в едноименната местност веднага югоизточно от града при рекогносцировка на дълбочина от 0,30 – 0,40 m. Представлява некропол от елинистическата епоха. Гробовете са вкопани в правоъгълни ями, заградени с камъни. Същевременно са констатирани и остатъци от праисторическо наколно селище, изградено в мочурището, което се е намирало в местността. Селището е свързано с културните хоризонти, които обхващат крайбрежието на Охридското езеро в ширина 500 – 700 m от западните граници на Спортния център до градската поща и площада на града.